# منتخب كندا لكرة الطائرة للرجال
منتخب كندا الوطني لكرة الطائرة للرجال (بالفرنسية: Équipe du Canada de volley-ball)‏ هو ممثل كندا الرسمي في المنافسات الدولية في كرة طائرة في فئة كرة الطائرة للرجال.